# Kris Holmes
Kris Holmes (née en 1950 à Reedley, en Californie) est une créatrice de caractères, une calligraphe et une cinéaste d’animation américaine. Elle est notamment réputée pour sa création, avec son associé Charles Bigelow, des polices de caractères Lucida et Wingdings qui sont notamment utilisées par les produits Apple.

## Caractères

Apple Chancery, une police dessinée en 1993 par Kris Holmes.

- Lucida Grande
- Lucida Sans
- Lucida Console
- Lucida Bright (en)
- Lucida Handwriting (en)
- Lucida Calligraphy (en)
- Lucida Casual (en)
- Kolibri
- Leviathan
- Isadora
- Chez Apple :
  - New York (en)
  - Monaco
  - Geneva
  - Chancery (en)
  - Textile